# Pacific Standard
Pacific Standard era uma revista online americana que fazia reportagens sobre questões de justiça social e ambiental. Fundada em 2008, a revista foi publicada na versão impressa e online durante seus primeiros dez anos, até que a produção da edição impressa cessou em 2018 e fez a transição para um formato online,que terminou em 2019. A Pacific Standard foi publicado pela The Social Justice Foundation, com sede em Santa Bárbara, Califórnia.
Em 7 de agosto de 2019, Nicholas Jackson, editor-chefe, afirmou no Twitter que o Pacific Standard estava para fechar depois que seu financiador principal cortou abruptamente todo o financiamento.